# Branko Schmidt
Pour les articles homonymes, voir Schmidt.
Branko Schmidt est un réalisateur croate né le 21 septembre 1957 à Osijek. 

## Biographie
Après des études d'économie, diplômé de l'Académie des arts dramatiques de Zagreb, Branko Schmidt travaille pour la télévision à partir de 1981. Son premier long métrage pour le cinéma, Sokol Did Not Love Him, sort en 1988 et obtient un prix au Festival du film de Pula.
Il a réalisé une vingtaine de documentaires.

## Filmographie partielle
- 1988 : Sokol Did Not Love Him
- 2000 : The Old Oak Blues
- 2001 : La Reine de la nuit
- 2009 : Passeur d'espoir
- 2009 : Métastases (en compétition au 11e Festival Cinéma Méditerranéen de Bruxelles)
- 2012 : Vegetarian Cannibal (en compétition au Festival de Moscou)

## Récompenses
- 1988 : Prix du meilleur premier film au Festival du film de Pula
- 2006 : Antigone d'or au Festival du cinéma européen de Montpellier pour La Route des pastèques (premier titre français de Passeur d'espoir)